# Alexandromys
Alexandromys is een geslacht van zoogdieren uit de onderfamilie van de woelmuizen (Arvicolinae). De wetenschappelijke naam van het geslacht werd in 1914 gepubliceerd door Sergej Ognjov. Het geslacht werd in 2016 afgesplitst van Microtus.

## Soorten
Er worden 13 soorten in dit geslacht geplaatst:
- Alexandromys alpinus Lissovsky, Yatsentyuk, T. V. Petrova, & N. I. Abramson, 2017
- Alexandromys evoronensis (Koval'skaya & Sokolov, 1980) – Evorskwoelmuis
- Alexandromys fortis (Büchner, 1890) – Chinese woelmuis
- Alexandromys kikuchii (Kuroda, 1920)
- Alexandromys limnophilus (Büchner, 1890)
- Alexandromys maximowiczii (von Schrenck, 1859)
- Alexandromys middendorffii (Poljakov, 1881)
- Alexandromys mongolicus (von Radde, 1861)
- Alexandromys montebelli (A. Milne-Edwards, 1872)
- Alexandromys mujanensis (Orlov & Koval'skaya, 1978) – Muiskwoelmuis
- Alexandromys oeconomus (Pallas, 1776) – Noordse woelmuis
- Alexandromys sachalinensis (Vasin, 1955)
- Alexandromys shantaricus (Ognjov, 1929)